# Regis Toomey
Regis Toomey (właśc. John Francis Regis Toomey; ur. 13 sierpnia 1898 w Pittsburghu, zm. 12 października 1991 w Los Angeles) – amerykański aktor filmowy i telewizyjny.

## Filmografia
film
- 1929: Alibi jako Danny McGann
- 1932: Przypadek Wayna jako detektyw Mitchell
- 1935: Skull and Crown jako Bob Franklin  podający się za Rocky’ego Morgana
- 1937: Alarm na morzu jako Tom Callan
- 1939: Union Pacific jako Paddy O’Rourke
- 1940: Policja konna Północnego Zachodu jako konstabl Jerry Moore
- 1940: Północno-zachodnie przejście jako  Webster
- 1940: Dziewczyna Piętaszek jako Sanders, reporter
- 1941: Obywatel John Doe jako Bert Hansen
- 1943: Jack London jako Scratch Nelson
- 1943: Za wami, chłopcy jako doktor Henderson
- 1945: Urzeczona jako sierżant Gillespie
- 1946: Wielki sen jako Bernie Ohls
- 1946: Żona biskupa jako wielebny Miller (wystąpił jako pan Miller)
- 1949: Mighty Joe Young jako John Young
- 1949: Przyjdź do stajni jako prałat Talbot
- 1949: Za lasem jako Sorren
- 1951: Statek komediantów jako inspektor Tim Reilly (niewymieniony w czołówce)
- 1952: My Pal Gus jako Farley Norris
- 1952: Just for You jako Hodges
- 1954: Noc nad Pacyfikiem jako Tim Garfield
- 1955: Faceci i laleczki jako  Arvide Abernathy
- 1959: Człowiek, którego zwano katem jako dyżurny (niewymieniony w czołówce)
- 1959: Dwa złote colty jako Skinner
- 1961: Ostatni zachód słońca jako Milton Wing
- 1964: Ulubiony sport mężczyzn jako Bagley
- 1969: Złamane śluby jako ojciec Gibbons
- 1979: C.H.O.M.P.S. jako szeryf Patterson

seriale
- 1943: Adventures of the Flying Cadets jako kapitan Ralph
- 1954: Climax! jako Fred Warren
- 1962: Wirgińczyk jako Joseph Denton
- 1978: Fantasy Island jako dr Thomas

## Wyróżnienia
Posiada swoją gwiazdę na Hollywoodzkiej Alei Gwiazd.